# Dialogue d'exilés
Pour plus de détails, voir Fiche technique et Distribution.
Dialogue d'exilés (Diálogo de exiliados) est un film franco-chilien réalisé par Raoul Ruiz et sorti en 1975.

## Synopsis
Arrivés à Paris après le coup d'État qui renversa le gouvernement démocratique de Salvador Allende, des réfugiés politiques chiliens tentent d'organiser leur vie quotidienne et la résistance en exil.

## Fiche technique
- Titre original : Diálogo de exiliados
- Titre français : Dialogue d'exilés
- Réalisation : Raoul Ruiz
- Scénario : Raoul Ruiz
- Photographie : Gilberto Azevedo
- Son : Alix Comte
- Montage : Valeria Sarmiento
- Société de production : Capital Films
- Pays d’origine :  Chili -  France
- Durée : 100 minutes
- Date de sortie : France - 23 avril 1975

## Distribution
- Daniel Gélin
- Françoise Arnoul
- Sergio Hernández
- Huguette Faget
- Carla Cristi
- Carlos Solanos
- Jorge Barra
- Irene Domínguez
- Chacho Urteaga
- Pablo de la Barra
- Percy Matas
- Luis Poirot
- Alfonso Varela

## Vidéothèque
Le film est visible en ligne gratuitement et dans une version restaurée sur Henri, la plateforme de vidéo à la demande de la Cinémathèque française.